# Maid-sama/Episodenliste
Dies ist eine Liste der Episoden aus der Anime-Fernsehserie Kaichō wa Maid-sama!, die auf dem gleichnamigen Manga (Yonkoma) von Hiro Fujiwara beruht.

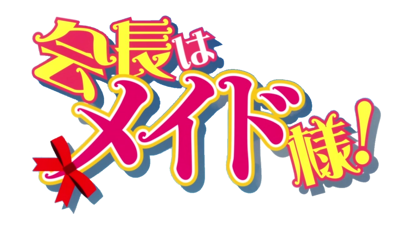
Kaichō wa Maid-sama!

## Staffel 1

### Misaki-chan wa Maid-sama!
01: 美咲ちゃんはメイド様!, dt. „Misaki ist eine Maid“, 2. April 2010
Misaki ist die Schülerin, die als erste Frau in ihrer Schule das Amt des Schulsprechers innehat. Neben ihren schulischen Verpflichtungen arbeitet sie auch nach Unterrichtsende in einem Maid-Café, um die finanziellen Verbindlichkeiten ihres Vaters zu begleichen. Eines Tages entdeckt Takumi dieses gut gehütete Geheimnis, beschließt jedoch, Stillschweigen zu bewahren und es niemandem zu verraten.

### Gakuensai de mo Maid-sama!
02: 学園祭でもメイド様, dt. „Maid, auch am Schulfest“, 8. April 2010
Für das anstehende Schulfest möchte Misaki das Image der Schule verbessern und ermutigt mehr Mädchen zur Teilnahme. Probleme entstehen mit der Klasse 2-2, da die Jungen die Mädchen ausnutzen wollen. Misaki schlägt vor, dass die Klasse einen Kaffeestand betreibt. Am Festivaltag erscheinen viele weibliche Besucher, aber die Jungen sind in unangemessenen Kostümen gekleidet. Misaki tadelt sie, und sie überlassen den Mädchen den Stand. Während Misaki viele Kunden gleichzeitig bedient, nennt sie versehentlich einen „Herr“. Usui gibt sich als Butler aus, um den Fehler zu vertuschen. Die Jungen kehren zurück und bedienen die Gäste ordnungsgemäß. Nach dem Fest dankt Misaki Usui für seine Hilfe, und er neckt sie, indem er sagt, sie sei seine persönliche Dienstmagd.

### Misaki wa Nani Shoku? Tennen Shoku?
03: 美咲は何色?天然色?, dt. „Welche Farbe passt zu Misaki? Transparent?“, 16. April 2010
Maid Latte plant einen besonderen Tag namens „Little Sister Day“, aber Misaki tut sich schwer, in ihre Rolle zu schlüpfen. Satsuki Hyoudou, die Managerin, schlägt vor, dass Misaki das Event auslassen kann. Misaki bekommt Unterstützung von ihren Freundinnen und übt mit dem Idioten-Trio. Am Tag des Little Sister Days beeindruckt Misaki die Kunden mit ihrer Darstellung. Allerdings bringt Usui sie mit seinen ständigen Neckereien und unmöglichen Forderungen zur Weißglut. Misaki verliert die Beherrschung, bittet ihn aber dennoch zu bleiben, was die Zuschauer fasziniert. Am nächsten Tag rettet Misaki einen Schüler in der Bibliothek, und Usui verbindet ihre verletzte Hand im Schulkrankenhaus. Später trägt Misaki beim „Maid Power Rangers Day“ ein weißes Outfit, auf Anregung von Usui, um sich nicht von anderen beeinflussen zu lassen.

### Net Idol AOI-chan
04: ネットアイドルAOIちゃん, dt. „Internet-Idol Aoi-chan!“, 23. April 2010
Aoi Hyoudou, ein berühmter Netzkünstler, besucht Maid Latte und gibt sich als Satsukis Nichte aus. Trotz Misakis Versuch, ihr zu erklären, dass das Dienstmädchen-Outfit nur für die Angestellten gedacht ist, trägt Aoi es dennoch. Aoi ist von Usui angezogen, aber er ignoriert ihre Avancen. Als der Küchenchef ausfällt, hilft Usui aus und beeindruckt die Damen mit einer abgewandelten Version von Omurice. Aoi kritisiert Misaki dafür, dass sie keine femininen Kleidungsstücke trägt. Aoi drängt weiterhin Usui, bis er sie auf den Boden drückt. Misaki erscheint und verteidigt Aoi. Es stellt sich heraus, dass Aoi ein Junge ist, der sich als Mädchen verkleidet, um dem Spott seiner Klassenkameraden zu entgehen. Misaki und Aoi verbringen Zeit miteinander, und er sieht, wie sie einen Einbrecher überwältigt. Sie beschließen, sie selbst zu sein. Später schenkt Aoi Misaki ein süßes Kleid, was ihr peinlich ist.

### Hajimete no Osuruban
05: はじめてのおするばん, dt. „Das erste Mal allein im Café!“, 30. April 2010
Nachdem Misaki Vizepräsident Shōichirō Yukimura für seine Nachlässigkeit in der Büroarbeit zurechtgewiesen hat, warnt Satsuki sie vor Stalkern, die Mädchen in Cosplay-Cafés belästigen. Misaki lehnt es jedoch ab, Waffen zur Selbstverteidigung mitzunehmen. Usui gibt vor, sie nach der Schule zu verfolgen und tut dies sogar, während sie die Büroarbeit erledigt, Sakura zum U-Bahnhof begleitet und zur Nachtschicht ins Maid Latte geht. Nachdem Erika und ihre Kollegin Subaru vorzeitig Feierabend machen, erschreckt Usui Misaki, als sie das Café schließt. Am nächsten Tag schließt Misaki erneut das Café in der Nacht, da Satsuki früher Feierabend gemacht hat. Diesmal wird Misaki von zwei Stalkern, die sich als Kunden ausgeben, gefangen genommen. Usui hört den Lärm von draußen und bereitet sich darauf vor, das Fenster einzutreten, aber Misaki befreit sich aus den Fesseln und besiegt die Stalker mit Aikido, wodurch ihre sadomasochistische Fantasie zerstört wird. Ein paar Tage später kehrt Aoi ins Maid Latte zurück und schickt Misaki, Honoka, Erika, Subaru und sogar Usui ein Foto von Misaki in einem süßen Kleid, das sie als Hintergrundbild für ihre Handys verwenden sollen. Dies versetzt Misaki in Entsetzen.

### Otoko ・Ayuzawa Juku!
06: 男・鮎沢塾!, dt. „Jungs / Ayuzawa-Schule!“, 7. Mai 2010
Die Inuyama-Brüder sind Fans von Misaki und wollen alles über sie wissen, doch sie könnte dadurch ihren geheimen Nebenjob verraten. Mit Usuis Hilfe kann sie ihnen am U-Bahnhof entkommen. Bei Maid Latte machen sie ein Foto zusammen. Misaki entscheidet sich, den Inuyama-Brüdern die Wahrheit zu sagen. Auf dem Schulhof erzählt sie Usui von ihrem Plan. Bevor er springt, stiehlt Usui Misaki einen Kuss und rettet das Foto aus dem Schul-Schwimmbad. Die Inuyama-Brüder glauben nun, dass Misaki Usuis Leibwächterin ist und bewahren ihr Geheimnis. Später besucht Misaki Usui im Krankenhaus, lehnt jedoch ab, ihn in ihrem Dienstmädchen-Outfit zu pflegen.

### Miyabigaoka Gakuen Seitokaichou Toujou
07: 雅ヶ丘学園生徒会長登場, dt. „Auftritt des Schulsprechers der Miyabigaoka“, 14. Mai 2010
Nach Usuis Entlassung aus dem Krankenhaus hat Misaki immer noch Gedanken über ihren ersten Kuss. Sie erhält einen Anruf von Sakura und Shizuko, die sie bitten, einen Streit zwischen Schülern der Seika High School und der Miyabigaoka High School zu schlichten. Misaki versucht, ihre Gefühle für Usui zu ignorieren, nachdem sie gesehen hat, wie er Yukimura küsst. Zusammen mit Usui erfährt Misaki im Bus von den Beleidigungen, die Koganei den Schülern gemacht hat. Bei ihrer Ankunft an der Miyabigaoka High School stellt Misaki Koganei eine Bedingung für eine Entschuldigung: Er soll in einem Schachspiel geschlagen werden. Usui demütigt Koganei, indem er das Spiel gewinnt. Später besucht Tora Igarashi, der Schülersprecher der Miyabigaoka High School, die Seika High School, um sich bei Misaki für Koganeis Verhalten zu entschuldigen. Igarashi versucht, Misaki ein Stipendium für die Miyabigaoka High School anzubieten. Bei Maid Latte findet ein „Männlicher Verkleidungstag“ statt, bei dem Usui Misaki daran erinnert, dass sie immer noch weiblich ist. Inzwischen erfährt Igarashi von Misakis Nebenjob und zeigt sein lüsternes Verhalten.

### Misaki, Miyabigaoka Gakuen e
08: 美咲、雅ヶ丘学園へ, dt. „Misaki, zur Miyabigaoka-Schule!“, 21. Mai 2010
Kanade Maki, Vizepräsident des Schülerrats der Miyabigaoka High School, lädt Misaki ein, die Schule zu wechseln. Nach drei Tagen besucht Misaki Miyabigaoka, um ihre endgültige Entscheidung Igarashi mitzuteilen. Sakura und Shizuko sind besorgt, dass Misaki Seika High School verlässt, mobilisieren jedoch den Schülerrat und ihre Fans, um sie vom Schulwechsel abzubringen. Maki verschüttet absichtlich Orangensaft auf Misaki, die gezwungen ist, sich in der Dusche zu waschen und stattdessen ein Dienstmädchen-Outfit tragen muss, da ihre Schuluniform in der Reinigung ist. Igarashi enthüllt, dass er von Misakis Nebenjob weiß und glaubt, dass sie nach Aufmerksamkeit und Geld sucht. Misaki lehnt sein Angebot ab und plant nicht, Seika High School zu verlassen. Nachdem Usui ihre Schuluniform aus der Reinigung geholt hat, bedankt sich Misaki bei ihm. Draußen am Schultor wird sie von ihren Freunden begrüßt, die auf sie warten.

### Momotarou made mo Maid-sama
09: 桃太郎までもメイド様, dt. „Maid, selbst als Pfirsichjunge“, 28. Mai 2010
Misaki wird als Momotarō geboren und zusammen mit Sakura und Yukimura als Hüterin gefunden. Sie machen sich auf die Suche nach Frauen, die von einem Dämon gefangen genommen wurden. Misaki rettet das Idioten-Trio vor Usui, der sie als Zirkusdirektor verspeisen will. Sie kommen im verwüsteten Seika Village an, wo es keine Frauen gibt, die Haushaltsarbeiten erledigen können. Nachdem sie Anweisungen zur Dämoneninsel erhalten haben, überqueren sie den Ozean und treffen auf ablenkende Charaktere. Auf der Dämoneninsel entdecken sie schockiert, dass die Dorffrauen glücklich in einem Palast leben. Es stellt sich heraus, dass Usui der Dämon ist, dem die Frauen gefolgt sind, um den egoistischen Dorfmännern zu entkommen. Die Geschichte endet mit dem behaupteten Paar Misaki und Usui, trotz Misakis Protesten und dem Tod des Idioten-Trios. In Wirklichkeit war Misaki während ihres Nickerchens im Schülerratssaal und träumte, da Usui subliminale Botschaften durch eine Tonaufnahme der Geschichte sendete.

### Sakura no Koi wa Indies
10: さくらの恋はインディーズ, dt. „Sakuras Liebe: Indies“, 4. Juni 2010
Beide sind Fans der Indie-Rockband UxMishi und verliebt in den Sänger Kuuga Sakurai. Sakura lädt Misaki und Shizuko nach der Schule zu einer bevorstehenden Teeparty im Sun Vaca Cafe ein, wo überraschenderweise auch das Idioten-Trio als Kellner arbeitet. Während der Teeparty zeigt Kuuga Interesse an Misaki und ignoriert Sakura. Nach einem privaten Gespräch mit dem Bassisten Kouma Yafu versucht Kuuga, Misaki mit einem kostenlosen Konzertticket zu beeindrucken. Usui tritt als verkleideter Kellner auf und gibt Misaki Ratschläge, wie sie mit der Situation umgehen soll. Als Kuuga Sakura am Tisch verletzt, greift Misaki wütend ein und lässt nicht zu, dass Sakura jemandem wie ihm übergeben wird. Draußen vor dem Sun Vaca Cafe tadelt Shizuko Misaki für ihre Ungeduld und Sakura für ihre schlechte Wahl bei Jungs. Misaki streicht Sakura tröstend über den Kopf und hofft, dass sie eines Tages wahre Liebe finden wird.

### Usui Takumi no Himitsu ni Semaru!
11: 碓氷拓海の秘密に迫る!, dt. „Takumis Geheimnis wird ausspioniert!“, 11. Juni 2010
Usui trifft Minako zufällig auf der Straße und hilft ihr mit ihren heruntergefallenen Äpfeln. Als Dank lädt sie ihn zu sich nach Hause ein. Misaki, Sakura und Shizuko beschließen, Usui nach der Schule zu verfolgen, um mehr über sein Privatleben zu erfahren. Usui bemerkt ihre Verfolgung und führt sie auf eine wilde Verfolgungsjagd durch die Stadt. Schließlich findet Misaki ihn auf einer Fußgängerüberführung, wo er sich um eine streunende Katze kümmert. Obwohl sie behauptet, nicht interessiert zu sein, zeigt Misaki erstmals Interesse. Usui gibt ihr seine Adresse für den Fall, dass sie ihre Meinung ändert.

### Taiikusai de mo Maid-sama
12: 体育祭でもメイド様, dt. „Maid, auch am Sporttag“, 18. Juni 2010
Nach dem „Kimono-Tag“ im Maid Latte nimmt Misaki am Sportfest der Seika High School teil. Sie gewinnt die ersten acht Wettbewerbe und sichert sich die Preise für das Frauenteam. Beim neunten Event, dem Hindernisrennen, führt Misaki das Rennen an, bis sie von Masaru Gouda fast ins Schwimmbecken gestoßen wird, um sie zu disqualifizieren. Usui rettet sie und gewinnt das Rennen, gibt aber den Preis an Misaki weiter. Später nimmt Misaki am Kostümwettlauf teil und entdeckt in ihrer Tasche ein von Idioten-Trio handgefertigtes Dienstmädchenkostüm, das sie versehentlich mit Yukimuras Kostüm vertauscht. Misaki beschließt, Yukimura zu helfen, der von anderen verspottet wird, und gemeinsam mit Usui tragen sie coole Samurai-Outfits und verteidigen Yukimura im Rennen. Yukimura hat Spaß und Misaki wird inspiriert, den Kostümwettlauf im nächsten Jahr noch besser zu machen.

### Baka to Furyou to Hero to
13: バカと不良とヒーローと, dt. „Blödmänner, harte Jungs und Helden“, 25. Juni 2010
Gouki Aratake, der stärkste Schläger an der Seisen-Mittelschule, bewundert seinen Mitschüler Shiroyan, der sich als Naoya vom Idioten-Trio entpuppt. Nachdem die Aratake-Gang dem Idioten-Trio zum Maid Latte gefolgt ist, glauben sie, dass Naoya schwach geworden ist. Aratake entführt fälschlicherweise Yukimura, der als Schulmädchen verkleidet ist und für Naoyas Freundin gehalten wird. Misaki, Usui, das Idioten-Trio und Aoi planen eine Rettungsmission und verkleiden sich als Schläger. Dabei werden sie von Suzuna, Satsuki, Sakura, Shizuko und den Inuyama-Brüdern unterbrochen. Währenddessen erinnert sich Aratake in der geheimen Basis der Aratake-Gang an die inspirierenden Ereignisse, die von Naoya verursacht wurden. Misaki, Usui, das Idioten-Trio und Aoi treffen in der geheimen Basis ein, wo Naoya gegen Aratake kämpft und gewinnt. Aratake gesteht, dass er nur ein Held wie Naoya sein wollte. Zum Entsetzen von Misaki stellt das Idioten-Trio sie als furchterregende „Maid und Präsidentin“ der Aratake-Gang vor. Inmitten des Chaos vergessen alle Yukimura.

### Ichinen Nanagumi Kanou Soutarou
14: 1年7組 叶爽太郎, dt. „Soutarou Kanou, Klasse 1g“, 2. Juli 2010
Der Schülerrat plant einen Tag der offenen Tür, um mehr weibliche Schülerinnen für die Seika High School zu gewinnen. Doch Soutarou Kano, ein gynophobischer Erstklässler, lehnt die Idee ab und hypnotisiert die Mitglieder des Schülerrats, um ihren Fortschritt zu sabotieren. Misaki findet Kano im Rundfunkraum und wird selbst hypnotisiert, wacht aber im Schulsanitätsraum auf. Usui ist erstaunt über ihren verwirrten Zustand. Kano versucht später, Usui aufzuhalten, doch dieser ist immun gegenüber Kanos Kräften. Misaki findet Kano im Vorbereitungsraum für Chemie und wird von ihm hypnotisiert, um Usui für immer zu hassen, falls sie innerhalb von 24 Stunden einschläft. Misaki bleibt die ganze Nacht wach und erhält ständige Anrufe von Usui. Doch Kano hypnotisiert Yukimura, um Misaki ein schlafförderndes Medikament zu geben. Sie wird extrem müde und schläft fünf Minuten vor Ablauf der Frist ein. Bevor sie einschläft, fragt sie Usui, ob sie ihre Dankbarkeit für ihn vergessen wird und hofft auf eine Chance, sich angemessen bei ihm zu revanchieren. Usui umarmt sie und schwört, ihr immer zu helfen und sie erneut in sich verlieben zu lassen.

### Gakkou Kengaku-kai de Megane Usagi
15: 学校見学会で眼鏡うさぎ, dt. „Brillenhäschen am Tag der offenen Tür“, 9. Juli 2010
In dieser Episode widersteht Misaki erfolgreich der Schläfrigkeit und stellt sich Kanos Hypnose entgegen. Als Strafe wird Kano gezwungen, den weiblichen Schülern, die im Kantinenpersonal für den Tag der offenen Tür eingeteilt sind, zu helfen. Unter der Leitung von Yukimura unterstützt Kano schließlich bei den Vorbereitungen, nachdem er zunächst versucht hatte, Misaki zu entkommen. Einen Tag vor dem Ereignis entdecken Sakura und Shizuko eine Kiste mit Dienstmädchenuniformen, und obwohl Misaki widerwillig zustimmt, dass das Kantinenpersonal sie trägt, ist sie nicht ganz begeistert. Am eigentlichen Tag der offenen Tür führt Misaki eine Tour für die Schülerinnen der Mittelschule durch die Schule. Währenddessen sind das Idioten-Trio enttäuscht, dass Misaki nicht im Maid Latte erschienen ist, aber die anderen Angestellten, einschließlich Sen und Mochi aus der Küche, heißen sie herzlich willkommen. Misaki beauftragt Usui damit, die Sportclubs zu bewerben, während das Kantinenpersonal Kano als „Hasenbutler“ verkleidet. Kano teilt Misaki seinen Glauben mit, dass alle Frauen zerbrechlich sind. Doch als er erkennt, dass seine Mutter stark war und seinen gewalttätigen Vater aus dem Profi-Wrestling während seiner Kindheit verlassen hat, hilft er einer weiblichen Mittelschulbesucherin dabei, ihre Androphobie, die Angst vor Männern, zu überwinden. Am Ende bedankt sich Misaki bei Usui, indem sie ihm den Kopf tätschelt, für seine Unterstützung bei der Bewerbung der Sportclubs.

### Umi no Ie de mo Maid Latte
16: 海の家でもメイドラテ, dt. „Maid Latte, auch im Strandcafé“, 16. Juli 2010
Misaki, Usui und Aoi werden von Nagisa Hyoudou zu ihrem Strandhaus eingeladen. Bei einem „Guerilla-Event“ am Strandhaus versucht Maid Latte Kunden anzulocken. Misaki ist jedoch unglücklich, einen Badeanzug als Teil ihrer Dienstmädchenuniform tragen zu müssen. Nachdem Usui ihr einen Knutschfleck gegeben hat, entscheidet sich Misaki, bei einer Hot Springs-Feier im Strandhaus zu bleiben. Doch später rennt sie alleine los, um die vergessenen Tickets zu holen. Auf dem Weg verirrt sie sich, wird aber von Usui gefunden, der sie beruhigt. Bei ihrer Ankunft in den heißen Quellen stellt Misaki fest, dass ihre Bemühungen umsonst waren, da sie die zusätzlichen Tickets mitgebracht hat.

### Usui, Teki ni Mawaru
17: 碓氷、敵に回る, dt. „Takumi wird zum Feind“, 23. Juli 2010
An dem zweiten Tag der Sommerferien erlaubt Nagisa ihrem Neffen Aoi, sich weiterhin als Mädchen zu verkleiden, wenn er das Beachvolleyball-Turnier für gemischte Doppel gewinnt. Misaki stimmt zu, sein Teamkollege zu sein, und sie kämpfen sich bis ins Finale vor. Während des Spiels wird Misaki von Usuis Wettbewerbsgeist überrascht und platzt vor Wut heraus. Trotzdem gewinnen sie das Turnier und Misaki verzichtet auf das Festival, um sich mit Usui zu versöhnen. Sie küssen sich, während ein Feuerwerk am Himmel explodiert. Am Ende der Sommerferien wird eine Gruppenfoto gemacht, auf dem alle, einschließlich der Angestellten Sayu und Gon, zu sehen sind.

### Meido-sama de mo Footman
18: メイド様でもフットマン, dt. „Footman, auch als Maid“, 30. Juli 2010
In der Folge geht es darum, dass Kano versucht, seine Gynophobie zu überwinden, indem er Yukimura bei der Büroarbeit hilft. Misaki und Usui machen immer noch Scherze über Misakis Rolle als Usuis persönliche Maid. Nach einem „Schreinmädchen-Tag“ im Maid Latte erhält Maki ein Angebot, das Maid Latte für sein Familien-Gastronomieimperium zu kaufen und in ein Butler-Café umzuwandeln. Igarashi unterstützt diesen Vorschlag und lädt die Mitarbeiter ein, die Kammerdiener-Auditions zu beobachten. Misaki und Subaru verkleiden sich als Männer, um an den Auditions teilzunehmen und ihre Servicefähigkeiten zu beweisen. Es gibt verschiedene Herausforderungen, und Misaki entdeckt, dass viele ihrer Freunde ebenfalls teilnehmen. Subaru wird disqualifiziert, während Aoi aufgrund seines Alters ausgeschlossen wird. Igarashi schlägt vor, dass Misaki und Usui als Team antreten können, wenn sie ihre Eignung beweisen. Misaki besteht den Geschlechtstest und die beiden schaffen es in die nächste Runde.

### Pair Kuminaoshi de Footman
19: ペア組み直しでフットマン, dt. „Footman – neu miteinander kombiniert“, 6. August 2010
Usui und Misaki meistern die zweite Runde der Kammerdiener-Auditions, indem sie einen eleganten Tisch für den Nachmittagstee arrangieren. Misaki stürzt von der Bühne, wird aber von Usui aufgefangen. Trotz seiner verletzten Arme verdeckt Misaki dies und besteht die dritte Runde, während Usui Geige spielt. Misaki überzeugt Maki davon, den Kauf des Maid Latte abzusagen. Sie besucht Usui zu Hause und gesteht, dass sie von ihm abhängig ist, und er gesteht das Gleiche.

### Fukukaichou wa Ouji-sama? / Aoi to Yukai na Nakama-tachi
20: 副会長は王子様!? / AOIとユカイな仲間たち, dt.„Der Vizeschulsprecher – ein Prinz? / AOI und ihre lustigen Freunde“, 13. August 2010
Ruri Yukimura weigert sich, ihren Bruder Yukimura anzuerkennen, da er nicht ihrem idealen Prinzenbild entspricht. Usui wird jedoch von Ruri als Prinz akzeptiert. Während eines Spieltags zeigt Usui seine Fürsorge als großer Bruder für Ruri. Misaki, Yukimura, Kano und Aoi unterbrechen den Spieltag, als Ruri einen Vorfall im Café verursacht. Nach einer Entschuldigung akzeptiert Ruri Yukimura als ihren Bruder. Später drehen Aoi, Yukimura, Kano und das Idioten-Trio ein Werbevideo, bei dem Aoi fast von einer Handtaschendieb verletzt wird. Misaki rettet ihn und die Speicherkarte landet zufällig bei Usui.

### Usui no Rival? Shintani Hinata
21: 碓氷のライバル? 深谷陽向, dt. „Ein Rivale für Takumi? Hinata Shintani!“, 20. August 2010
Misaki fordert die Sportclubmitglieder auf, ihre stinkenden Räume zu reinigen. Sie weigern sich zunächst, aber nachdem Yukimura erwähnt, dass das Schülerratsgremium ihnen Onigiri anbieten wird, willigen sie ein. Als die hungrigen Mitglieder die von Misaki zubereiteten Onigiri ablehnen und beleidigen, gerät sie in Wut und wirft sie aus dem Klassenzimmer. Usui lobt Misaki für ihre harte Arbeit, während Kano sich fragt, warum sie und Usui ihre Gefühle nicht eingestehen. Ein neuer Schüler namens Hinata Shintani kommt an die Schule und ärgert Misaki mit seiner kindlichen Art. Doch er entpuppt sich als Misakis Kindheitsfreund „You-kun“. Als Misaki Hinatas Spitznamen ausspricht, erkennt er sie und umarmt sie.

### Rinkan Gakkou Onigokko
22: 林間学校オニごっこ, dt. „Fangspiel auf der Klassenfahrt“, 27. August 2010
Die Sophomoren der Seika High School machen einen fünftägigen Ausflug zu einem buddhistischen Tempel im Wald. Misaki muss sich mit dem Interesse der Mädchen an ihrer Beziehung zu Hinata und den Avancen von Usui und Hinata herumschlagen. Misaki und Hinata werden versehentlich in einem Lagerraum eingeschlossen, wo Hinata Misaki dazu drängt, ihn als Mann zu sehen. Usui fordert Hinata zu einem Duell heraus. Später verlieren die Jungen den Verstand und fangen an, den Mädchen nachzustellen, aber Misaki, Usui und Hinata verteidigen die Mädchen. Misaki erklärt Usui, dass sie Hinata nur als einen Kindheitsfreund sieht. Usui fällt hungrig um und verliert das Bewusstsein, während er sich an Misaki anlehnt.

### Sweets Oomori Maid Latte
23: スイーツ大盛りメイドラテ, dt. „Süße Riesenportionen im Maid Latte“, 3. September 2010
Misaki wird von Erika um Hilfe gebeten, als diese versehentlich einem Kunden ein Date verspricht, was gegen die Regeln von Maid Latte verstößt. Misaki nimmt an einem Dessert-Wettbewerb teil, um sicherzustellen, dass der Kunde verliert. Allerdings tritt auch Hinata bei dem Wettbewerb an und gewinnt. Er wählt Misaki als seine Maid aus, erkennt sie jedoch nicht in ihrer Verkleidung. Misaki ist wütend und verlässt den Ort. Usui tröstet sie später auf einer Parkbank. Am nächsten Tag versucht Misaki, Hinata zu täuschen, indem sie als Kundin zu Maid Latte geht. Hinata erzählt Usui von Misakis Vergangenheit und sie beschließt schließlich, die Wahrheit zu offenbaren. Usui gibt sich als Butler aus, um die Situation zu entschärfen. Misaki ist verwirrt über die eifersüchtigen Auseinandersetzungen zwischen Usui und Hinata.

### Latte ・Magic de Meromerorin
24: ラテ・マジックでメロメロリン, dt. „Schmelzen Sie dahin ... mit Latte Magic!“ 10. September 2010
Usui und Hinata werden von Misaki aus dem Schülerrat geworfen. Bei einem bevorstehenden „Magical Maids Day“ im Maid Latte sollen die Angestellten als Hexen verkleidet auftreten. Hinata trifft Minako und erinnert sich an einen Kirschbaum, den er mit Misaki besuchte. Am Magical Maids Day kommt es zu Spannungen zwischen Usui und Hinata, doch Hinata bittet Misaki um Hilfe, den Kirschbaum zu finden. Aoi fragt Misaki nach ihrer Beziehung zu Usui. Während sie den Müll rausbringt, trifft Misaki auf Usui, der ihr seine Gefühle gesteht. Hinata findet den Kirschbaum und glaubt, dass seine Begegnung mit Misaki vorherbestimmt war.

### Hinata to Misaki to Usui-kun
25: 陽向と美咲と碓氷くん, dt. „Hinata und Misaki und Takumi“, 17. September 2010
Hinata, einst beliebt bei den Mädchen, denkt immer noch an Misaki. Misaki und ihre Freundinnen werden zum Kulturfestival der Yumesaki High School eingeladen, wo UxMishi auftreten wird. Usui bittet Misaki, ihn mitzunehmen. Im Maid Latte gibt es einen „Tag der Wahrsagerei“, bei dem Erika Hinata und Usui ihre Unvereinbarkeit mit Misaki prophezeit. Misaki und Usui geraten darüber in einen Streit. Hinata hilft Misaki später beim Reinigen des schmutzigen Schulbodens, wobei ihre Kleidung durchnässt wird. Usui bedeckt Misakis Oberteil und begleitet sie zum Umziehen. Hinata erkennt traurig, dass Misaki sich in jemand anderen verliebt hat. Einige Tage später gehen Misaki und Usui auf dem Festival verloren.

### Zurusugiruyo Ayuzawa, Usui no Aho!
26: ずるすぎるよ鮎沢、碓氷のアホ！, dt. „Du bist einfach zu gemein, Misaki – Takumi, du Idiot!“, 24. September 2020
Misaki und Usui nehmen an einem Paarwettbewerb teil und gewinnen. Sie genießen das Feuerwerk der After-Party und teilen einen romantischen Kuss. Kuuga zeigt Interesse an Misaki, aber sie klärt ihn auf, dass sie Usui liebt. Währenddessen geht das normale Leben der anderen Charaktere weiter. Suzuna weiß von Misakis Gefühlen, Aoi zieht wieder bei Satsuki ein und Hinata bleibt entschlossen, Misakis Herz zu erobern.